# Dagobert
Dagobert (Le bon roi Dagobert) è un film del 1984 diretto da Dino Risi con Coluche, Ugo Tognazzi, Michel Serrault e Carole Bouquet.

## Trama
All'inizio del VII secolo, il re dei Franchi Dagoberto si reca a Roma dal papa Onorio al fine di ottenerne l'indulgenza per i suoi peccati. Intanto, in seguito a una congiura di palazzo ordinata dall'imperatore romano d'oriente Eraclio, il papa viene sostituito da un sosia, un saltimbanco dai modi più libertini dello stesso re.